# 삼성 S 페블
삼성 S 페블(Samsung S Peble)은 삼성전자에서 2012년 5월 29일에 출시한 MP3 플레이어이며, 갤럭시 S III의 악세사리 형식으로 출시되었다.

## 같이 보기
- 삼성 갤럭시 S III

## 경쟁 기종
- 아이팟 셔플 (4세대)